# Sumirago
Sumirago est une commune italienne de la province de Varèse dans la région Lombardie en Italie.

## Toponyme
Provient probablement du gaulois Solimariacum ou du nom latin Samerius.

## Administration
| Période                                  | Période  | Identité         | Étiquette | Qualité    |
| ---------------------------------------- | -------- | ---------------- | --------- | ---------- |
| 29/5/2007                                | En cours | Camillo Brioschi | Lega Nord | enseignant |
| Les données manquantes sont à compléter. |          |                  |           |            |

### Hameaux
Albusciago, Caidate, Menzago, Quinzano San Pietro, il Montino, la Palazzina, Monte Roncaccio, il Monte, Castello, Monte Marello, C.na Ronco, C.na Immacolata, C.na S.Maria, C.na Vittoria, C.na Costa, C.na Appolloni, Ronco, C.na Oneda, C.na Mottone, Crocetta, C.na Carlo Andrea, Monte Asei